# Luis Alberto Ordiales
Luis Alberto Ordiales Meana (Noreña, 15 gennaio 1952) è un ex ciclista su strada spagnolo, professionista dal 1976 al 1981; vinse una tappa alla Vuelta a España 1977.

## Palmarès
- 1975 (dilettanti)

1ª tappa Vuelta a Asturias
- 1976 (Novostil, tre vittorie)

5ª tappa Vuelta a Asturias
5ª tappa Vuelta a Aragón
Gran Premio de Llodio
- 1977 (Novostil, quattro vittorie)

1ª tappa Vuelta a Cantabria (Renedo de Esgueva > Piélagos)
4ª tappa, 1ª semitappa Vuelta a Cantabria (Aguilar de Campos > Torrelavega)
2ª tappa Vuelta a los Valles Mineros (Villaviciosa > Laviana)
17ª tappa Vuelta a España (Cordovilla > Bilbao)
- 1978 (Transmallorca - Flavia, due vittorie)

3ª tappa Vuelta a La Rioja (Logroño > Logroño)
4ª tappa, 1ª semitappa Vuelta a Cantabria (Reinosa > Torrelavega)
- 1979 (Transmallorca, una vittoria)

5ª tappa, 1ª semitappa Vuelta a Asturias (Gijon > Villaviciosa)

### Altri successi
- 1977 (Novostil)

Classifica a punti Vuelta a Cantabria
- 1978 (Transmallorca - Flavia)

3ª tappa Vuelta a Segovia
Classifica generale Vuelta a Segovia

## Piazzamenti

### Grandi Giri
- Vuelta a España

1976: 42º
1977: 27º
1978: 39º
1980: 51º

### Competizioni mondiali
- Campionati mondiali

San Cristóbal 1977 - In linea Elite: ritirato